# Рене Љенсе
Рене Љенсе (фр. René Llense; Колијур, 14. јул 1913 — 12. март 2014) био је француски фудбалски голман, који је током своје клупске каријере играо за Сете и Сент Етјен. Рођен је у Колијуру, Источни Пиренеји . Одиграо је 11 утакмица за фудбалску репрезентацију Француске од 1935. до 1939. године, а учествовао је на Светском првенству у фудбалу 1934. и Светском првенству у фудбалу 1938. године. Био је француски последњи преживели играч који је учествовао на неком од предратних светских првенстава. У јулу 2013. напунио је 100 година  и преминуо је 12. марта 2014. природном смрћу.